# Get Free (canción de Lana Del Rey)
«Get Free» es una canción de la cantante y compositora estadounidense Lana Del Rey de su quinto álbum de estudio, Lust for Life (2017). La canción fue escrita por Del Rey, Rick Nowels y Kieron Menzies, quienes produjeron la canción con Dean Reid. Del Rey interpretó la canción varias veces, sobre todo en su LA to the Moon Tour en 2018.
En enero de 2018, Del Rey confirmó las especulaciones de que Radiohead había presentado una demanda por infracción a los derechos de autor contra ella y su equipo por supuestas similitudes entre «Get Free» y su canción, «Creep».

## Antecedentes
Según Del Rey, la canción fue grabada originalmente bajo el título "Malibu" y era completamente diferente en la grabación original, pues en ella revelaba aspectos de su vida durante los últimos 6 años. Del Rey desechó esa versión de la canción y decidió hacer un disco más ligero con el material instrumental original. Durante una entrevista de 2018 para World Cafe, Del Rey compartió el sentimiento detrás de la canción: "Es acerca de personas que no alcanzan su máximo potencial porque dejan ser controladas por personas que les impidan ser libres".

## Demanda de Radiohead
En enero de 2018, Del Rey dijo en Twitter que la banda Radiohead estaba tomando acciones legales contra ella por supuestamente plagiar su canción de 1992 «Creep» en «Get Free». Según Del Rey, Radiohead pidió el 100% de las regalías, aunque Del Rey ofrecía el 40% para evitar la disputa legal. Ella negó que «Creep» hubiera inspirado a «Get Free». El editor de Radiohead, Warner/Chappell Music, confirmó que buscaba el crédito de la composición de "todos los escritores" de «Creep», pero negó que se hubiera entablado una demanda o que Radiohead hubiera exigido el 100% de las regalías. En marzo, Del Rey le dijo a la audiencia que "mi demanda terminó, supongo que puedo cantar esa canción cuando quiera". Los créditos de escritura de «Get Free» no se actualizaron en la base de datos de la American Society of Composers, Authors and Publishers.
En un análisis, The Guardian encontró que los acordes usados en «Creep» eran raros en la música pop y que las melodías tenían un "asombroso parecido". Publicaciones compararon esta demanda con la disputa de las similitudes entre «No Scrubs» de TLC y «Shape of You» de Ed Sheeran y la demanda de Marvin Gaye en contra de Pharrell Williams y Robin Thicke por las similitudes entre «Blurred Lines» y «Got to Give It Up» de Gaye. Antes de la pugna legal, Radiohead ya había sido demandado por la similitud entre «Creep» con la canción de 1972  «The Air That I Breathe», escrita por Albert Hammond y Mike Hazlewood; quienes recibieron créditos de coescritura y un porcentaje de las regalías.
En un video, Jaime Altozano examina el caso, y señala que usar cuatro acordes, así como usar una palabra para realizar un poema, no equivale a una infracción de los derechos de autor.

## Créditos y participantes
Créditos adaptados de las notas del forro de Lust for Life .
Interpretación
- Lana Del Rey – artista principal

Instrumentos
- Lana Del Rey - producción
- Rick Nowels - bajo, teclados, pads de sintetizador, órganos
- Kieron Menzies - loops de cinta, percusión, sintetizador
- Dean Reid - guitarra eléctrica, bajo sintetizado
- Zac Rae - sintetizador, órgano, Mellotron, guitarra
- Mighty Mike - batería, percusión
- David Levita - guitarra eléctrica
- Trevor Yasuda - teclados
- Aaron Sterling - batería en vivo, percusión

Ingeniería de audio
- Kieron Menzies - producción, ingeniería, mezcla
- Dean Reid - producción, ingeniería, mezcla
- Trevor Yasuda - ingeniería
- Chris García - ingeniería
- Adam Ayan - masterización

## Billboard charts
| Chart (2017)                  | Posición |
| ----------------------------- | -------- |
| US Hot Rock Songs (Billboard) | 20       |